# Francine Fox
Francine Anne Fox, född 16 mars 1949 i Washington, D.C., är en amerikansk före detta kanotist.
Fox blev olympisk silvermedaljör i K-2 500 meter vid sommarspelen 1964 i Tokyo.